# Cobbia mawsoni
Cobbia mawsoni är en rundmaskart som beskrevs av Nathan Augustus Cobb 1930. Cobbia mawsoni ingår i släktet Cobbia och familjen Monhysteridae. Inga underarter finns listade i Catalogue of Life.